# Fogo do vento
Fogo do vento es una película escrita y dirigida por la cineasta portuguesa Marta Mateus y producida por Pedro Costa y Marta Mateus, estrenada en 2024.  

## Argumento
La película transcurre en el Alentejo. Los trabajadores de un viñedo se suben a los árboles para librarse de un toro que merodea por los campos. Van pasando las horas mientras llega la noche. Encaramados a los árboles reflexionan sobre su condición de personas trabajadoras. Mateus propone en la película una defensa de los oprimidos en un relato en el que mezcla distintos tiempos históricos entroncando con el fascismo, el anticolonialismo y otras formas de abuso de poder. 

## Reparto
La película cuenta con dos de las protagonistas de su anterior trabajo, Farpões, Baldios (2017): María Clara Madeira y Maria Catarina Sapata
Participan además: Safir Eizner, José Moura y Soraia Prudêncio,

## Producción
La película ha sido producida por Pedro Costa y Marta Mateus en coproducción con Francia y Suiza.En la coproducción está: Fabrice Aragno y Richard Copans.

## Estreno
La película fue seleccionada para la competición oficial del Festival Internacional de Cine de Locarno de 2024 y seleccionada en la selección oficial Retuellos del Festival Internacional de Cine de Gijón de 2024.

## Premios y reconocimientos
- Premio especial del jurado 2024 en el Festival Internacional de Cine de Gijón.[5]
- Premio mejor dirección en Festival Caminhos do Cinema Português de Coimbra.[6]
- Seleccionada para el programa "Intervalos" del Museo Reina Sofía de Madrid, marzo de 2025.[7]

## Recepción

### Respuesta de la crítica
"Hay gotas de sangre en el suelo, en las piedras, en las hojas de parra, pero nunca vemos la sangre goteando. Fogo do vento prefiere regalarnos el primer plano de una consecuencia, en lugar de la acción en sí. Aunque estas elipsis pueden consolidar la estructura de una película estática, en este caso no hacen más que acentuar sus cualidades hipnóticas. La película de Mateus también tiene un aspecto impresionante. La nitidez de la imagen digital, ligeramente panorámica, refuerza cada detalle de su meticulosa puesta en escena. Filmada por Mateus y Vítor Carvalho, la película parece pintada con luz." Savina Petkova en Cineuropa:
"Fogo do vento es un hermoso y evocador reencuentro con paisajes y personajes, indagando de manera poética en la vida rural del Alentejo entre veranos interminables y coloristas, jornadas de vendimia y una atmósfera suave, mágicamente nostálgica, que captura un universo comunitario con profunda sensibilidad." FICX
"El primer largometraje de Marta Mateus constituye una de las obras más relajadas y relajantes para el espectador que hemos visto este año. Con ecos de Kiarostami y del propio Costa, compromiso ético y político inquebrantables y una construcción que, parafraseando a Straub y Huillet, no bloquea la imaginación del espectador, la película fluye desde lo más pequeño hasta lo cósmico y contiene algunos de los momentos musicales más sorprendentes y conmovedores que ha dado el cine en 2024" destaca Alejandro Díaz Castaño director del Festival Internacional de Cine de Gijón.